# Adrián Boros
Adrián Boros (18 de septiembre de 1990) es un deportista húngaro que compite en piragüismo en la modalidad de maratón.
Ganó diez medallas en el Campeonato Mundial de Piragüismo en Maratón entre los años 2015 y 2024, y doce medallas de bronce en el Campeonato Europeo de Piragüismo en Maratón entre los años 2013 y 2025.

## Palmarés internacional
| Campeonato Mundial | Campeonato Mundial           | Campeonato Mundial | Campeonato Mundial |
| Año                | Lugar                        | Medalla            | Competición        |
| ------------------ | ---------------------------- | ------------------ | ------------------ |
| 2015               | Győr (Hungría)               | Medalla de oro     | K2                 |
| 2015               | Győr (Hungría)               | Medalla de plata   | K1                 |
| 2016               | Brandeburgo (Alemania)       | Medalla de plata   | K2                 |
| 2017               | Pietermaritzburg (Sudáfrica) | Medalla de plata   | K2                 |
| 2017               | Pietermaritzburg (Sudáfrica) | Medalla de bronce  | K1                 |
| 2018               | Vila Verde (Portugal)        | Medalla de plata   | K1                 |
| 2018               | Vila Verde (Portugal)        | Medalla de plata   | K2                 |
| 2019               | Shaoxing (China)             | Medalla de plata   | K2                 |
| 2021               | Pitești (Rumania)            | Medalla de plata   | K2                 |
| 2024               | Metković (Croacia)           | Medalla de bronce  | K2                 |
| Campeonato Europeo |                              |                    |                    |
| Año                | Lugar                        | Medalla            | Competición        |
| 2013               | Vila Verde (Portugal)        | Medalla de bronce  | K2                 |
| 2015               | Bohinj (Eslovenia)           | Medalla de plata   | K2                 |
| 2016               | Pontevedra (España)          | Medalla de bronce  | K1                 |
| 2017               | Ponte de Lima (Portugal)     | Medalla de oro     | K2                 |
| 2017               | Ponte de Lima (Portugal)     | Medalla de plata   | K1                 |
| 2018               | Metković (Croacia)           | Medalla de oro     | K2                 |
| 2018               | Metković (Croacia)           | Medalla de plata   | K1                 |
| 2019               | Decize (Francia)             | Medalla de plata   | K2                 |
| 2021               | Moscú (Rusia)                | Medalla de bronce  | K1 (DC)            |
| 2021               | Moscú (Rusia)                | Medalla de bronce  | K2                 |
| 2023               | Slavonski Brod (Croacia)     | Medalla de bronce  | K2                 |
| 2025               | Ponte de Lima (Portugal)     | Medalla de plata   | K2                 |